# Cowles-MacDowell Pneumobile Company
Cowles-MacDowell Pneumobile Company war ein US-amerikanischer Hersteller von Automobilen. Manche Quellen verwenden die Schreibweise Cowles-McDowell Pneumobile Company. Laut einer Quelle lautete die letzte Firmierung Pneumobile Motor Car Company.

## Unternehmensgeschichte
Irving Cowles und E. H. MacDowell gründeten 1914 das Unternehmen in Chicago in Illinois. Sie begannen mit der Produktion von Automobilen. Der Markenname lautete Pneumobile. Pläne für ein Werk in Anderson in Indiana wurden nicht umgesetzt. 1915 endete die Produktion. Insgesamt entstanden nur wenige Fahrzeuge.

## Fahrzeuge
Im Angebot stand nur das Model 6-30. Die Besonderheit war die Luftfederung. Luftgefüllte Zylinder wurden an jedes Rad montiert.
Der Sechszylindermotor kam von der Buda Engine Co. Er hatte 88,9 mm Bohrung, 130,175 mm Hub und 4848 cm³ Hubraum. Daraus errechneten sich 29 PS. Die tatsächliche Motorleistung betrug dagegen 58 PS. Das Getriebe hatte vier Gänge. Das Fahrgestell hatte 335 cm Radstand. Zur Wahl standen vier- und sechssitzige Tourenwagen und ein zweisitziger Roadster.